# Dasysternica pericalles
Dasysternica pericalles là một loài bướm đêm trong họ Geometridae.